# Solaris (film, 1972)
Pour les articles homonymes, voir Solaris.
Pour plus de détails, voir Fiche technique et Distribution.
Solaris (en russe : Солярис) est le troisième long métrage d’Andreï Tarkovski, sorti en 1972, inspiré du roman éponyme de Stanisław Lem.
L’intrigue est centrée sur une station spatiale en orbite autour de la planète fictive Solaris, où une mission scientifique est bloquée depuis que l’équipage de trois scientifiques a sombré dans des crises émotionnelles. Le psychologue Kris Kelvin (Donatas Banionis) se rend à la station pour évaluer la situation, mais il est confronté aux mêmes phénomènes mystérieux que les autres.
Solaris remporte le grand prix du festival de Cannes 1972. Il est souvent cité comme l’un des plus grands films de science-fiction de l’histoire du cinéma. Il s'agissait pour Tarkovski d'apporter une plus grande profondeur émotionnelle aux films de science-fiction ; il considérait la plupart des œuvres américaines du genre, y compris 2001, l'Odyssée de l'espace (1968), comme superficielles en raison de l'accent mis sur le progrès technologique. Certaines des idées exprimées par Tarkovski dans ce film seront plus amplement développées dans son film Stalker (1979).

## Synopsis
Depuis sa découverte, la planète Solaris représente le plus grand mystère auquel l’humanité ait jamais été confrontée. La seule forme de vie qui s’y trouve est un océan de matière protoplasmique qui en recouvre toute la surface. Selon une théorie, cet océan serait une créature intelligente, un gigantesque cerveau à l’échelle de la planète. Malgré de nombreuses recherches, aucun contact avec cette créature n’aura jamais pu être établi. Après bien des années à explorer l’espace, les Terriens avaient enfin découvert une autre forme de vie intelligente mais aucune communication avec elle ne semble possible. La solaristique, science qui étudie l’océan de Solaris, traverse une grave crise. La gigantesque station d’observation, conçue à l’origine pour accueillir plus de 80 personnes, n’héberge alors plus qu’un contingent réduit de trois scientifiques, au point qu’une fermeture définitive est envisagée.
La situation semble être dans une impasse lorsque arrive un étrange message envoyé par le docteur Guibarian, l’un des derniers scientifiques à bord de la station Solaris. Les autorités dépêchent alors sur place le docteur Kris Kelvin, un psychologue, célèbre pour ses recherches sur l’océan de Solaris et ancien élève de Guibarian. Il devra découvrir ce qui se passe et également définir s’il est nécessaire de maintenir la station en activité. Kelvin est un homme très intelligent mais tourmenté, il se remet mal du suicide de sa femme Khari quelques années auparavant, dont il se sent responsable.
Arrivé à bord de la station, Kelvin découvre le suicide de Guibarian, et les deux autres scientifiques, Snaut et Sartorius, présentent les symptômes d’un délire paranoïaque inquiétant. Il constate également la présence de personnes étrangères, que les deux autres scientifiques semblent vouloir cacher. Le matin de la première nuit passée à bord, il se réveille et découvre sa femme Khari, bien vivante, devant lui. Se croyant sujet à la même folie que Snaut et Sartorius, il doit finalement se rendre à la conclusion que cette femme est bien réelle, tout comme les autres « visiteurs » qui hantent les membres de la station. Ce sont en fait des créations de l’océan de Solaris, qui ont commencé à apparaître peu de temps après une expérience menée par les trois scientifiques visant à obtenir une réaction de la part de l’océan. Kris Kelvin entame une nouvelle relation avec la copie de la femme qu’il a autrefois aimée et qui ignore sa vraie nature. Celle-ci accepte son amour mais les choses ne sont pas aussi simples malgré tout, car Kris Kelvin doit garder à l’esprit qu’il n'est pas sur Terre mais sur Solaris, une planète où les souvenirs deviennent réalité. Mieux vaut ne pas trop vivre dans le passé, sous peine d’en demeurer prisonnier.

## Fiche technique
- Titre original : Солярис, Solaris
- Réalisation : Andreï Tarkovski, assisté de Iouri Kouchnerev
- Scénario et dialogues : Andreï Tarkovski et Friedrich Gorenstein d’après le roman homonyme de Stanisław Lem
- Production : Mosfilm (URSS)
- Photographie : Vadim Ioussov
- Musique : Edouard Artemiev (et Prélude de choral en fa mineur Ich ruf zu dir, Herr Jesu Christ de Jean-Sébastien Bach tiré de l’Orgelbüchlein)
- Décors : Mikhaïl Romadine (ru)
- Son : Semion Litvinov
- Montage : Lioudmila Feiguinova
- Caméra : Iouri Nevski (ru)
- Maquillage : Vera Roudina
- Costumes : Nelli Fomina
- Rédaction : Lazar Lazarev (ru)
- Producteur délégué : Viatcheslav Tarassov
- Pays de production :  Union soviétique
- Langue : russe
- Budget : 1 000 000 SUR
- Format : Couleurs format 2.35 cinémascope
- Durée : 198 minutes (3 h 18 version originale) - 160 minutes (2 h 40 dans sa version présentée au festival de Cannes) - 144 minutes (2 h 24, version diffusée en France). Voir Éditions en vidéo.
- Dates de sortie :
  - Union soviétique : 5 février 1972 (Moscou) ; 5 février 1973 (sortie nationale)
  - France : 13 mai 1972 (Festival de Cannes 1972) ; 27 février 1974 (sortie nationale)
  - Belgique : 28 janvier 1974 (Festival du film de Gand)

## Distribution
- Natalia Bondartchouk : Ariane (Khari en VO)
- Donatas Banionis (VO : Vladimir Zamanski / VF : Jean-Claude Michel) : Kris Kelvin
- Jüri Järvet (VO : Vladimir Tatossov / VF : Henri Labussière) : Dr Snaut
- Anatoli Solonitsyne (VF : Michel Gatineau) : Dr Sartorius
- Nikolaï Grinko : le père de Kelvin
- Alexandre Micharine
- Julian Semenov (VF : William Sabatier) : président de la conférence scientifique
- Vladislav Dvorjetski (VF : Claude Giraud) : Henri Berton
- Olga Barnet : la mère de Kris Kelvin
- Vitalik Kerdimun : le fils d’Henri Berton
- Olga Kizilova : l’invitée de Guibarian
- Tatiana Malykh : la nièce de Kris Kelvin
- Bagrat Oganesian : Pr Trajet
- Tamara Ogorodnikova : Anna
- Sos Sargsyan (VF : René Arrieu) : Dr Guibarian
- Vitali Statsinski : Kris Kelvin jeune
- Valentina Soumenova
- Gueorgui Teikh

## Production

### Scénario
En 1968, le réalisateur Andreï Tarkovski avait plusieurs raisons d'adapter au cinéma le roman de science-fiction Solaris (1961) de Stanisław Lem. Tout d'abord, il admire l'œuvre de Lem. Ensuite, il avait besoin de travail et d'argent, car son film précédent, Andreï Roublev (1966), était resté inédit et son scénario Belyï, bely den avait été rejeté (en 1975, il est finalement adapté sous le titre Le Miroir). Un film sur un roman de Lem, écrivain polonais populaire et respecté par la critique soviétique, était un choix commercial et artistique logique. Une autre source d'inspiration était le désir de Tarkovski d'apporter une profondeur émotionnelle au genre de la science-fiction, qu'il considérait comme superficiel en raison de l'attention qu'il portait à l'invention technologique ; dans une interview donnée en 1970, il a parlé du film de Stanley Kubrick, 2001, l'Odyssée de l'espace, réalisé en 1968, en pointant le « manque de force émotionnelle du film » qu'entraînent les trop nombreuses références au progrès technologique. Pour lui, « 2001 est erroné sur de nombreux aspects, même pour les spécialistes. Pour une véritable œuvre d'art, le faux doit être éliminé ».
Tarkovski et Lem ont collaboré et sont restés en contact au sujet de l'adaptation. Avec Friedrich Gorenstein, Tarkovski coécrit le premier scénario au cours de l'été 1969, dont les deux tiers se déroulent sur Terre. Le comité de Mosfilm ne l'apprécie guère et Lem est furieux de la modification radicale de son roman. Le scénario final a donné lieu au scénario de tournage, qui comporte moins d'action sur Terre et supprime de l'histoire le mariage de Kelvin avec sa seconde épouse, Maria. Dans le roman, Lem décrit l'incapacité de la science à permettre aux humains de communiquer avec une forme de vie extraterrestre, car certaines formes, au moins, de vie extraterrestre sensible peuvent fonctionner bien au-delà de l'expérience et de la compréhension humaines. Dans le film, Tarkovski se concentre sur les sentiments de Kelvin pour sa femme, Ariane, et sur l'impact de l'exploration spatiale sur la condition humaine. Le monologue du Dr Guibarian (tiré du sixième chapitre du roman) est le point culminant de la scène finale de la bibliothèque, dans laquelle Snaut déclare : « Nous n'avons pas besoin d'autres mondes. Nous avons besoin de miroirs ». Contrairement au roman, qui commence par le vol spatial de Kelvin et se déroule entièrement sur Solaris, le film montre la visite de Kelvin à la maison de ses parents, à la campagne, avant son départ de la Terre. Le contraste établit les mondes dans lesquels il vit — une Terre animée contre une station spatiale austère et fermée en orbite autour de Solaris — démontrant et questionnant l'impact de l'exploration spatiale sur la psyché humaine.
La première mouture du scénario est prête en janvier-mars 1970.

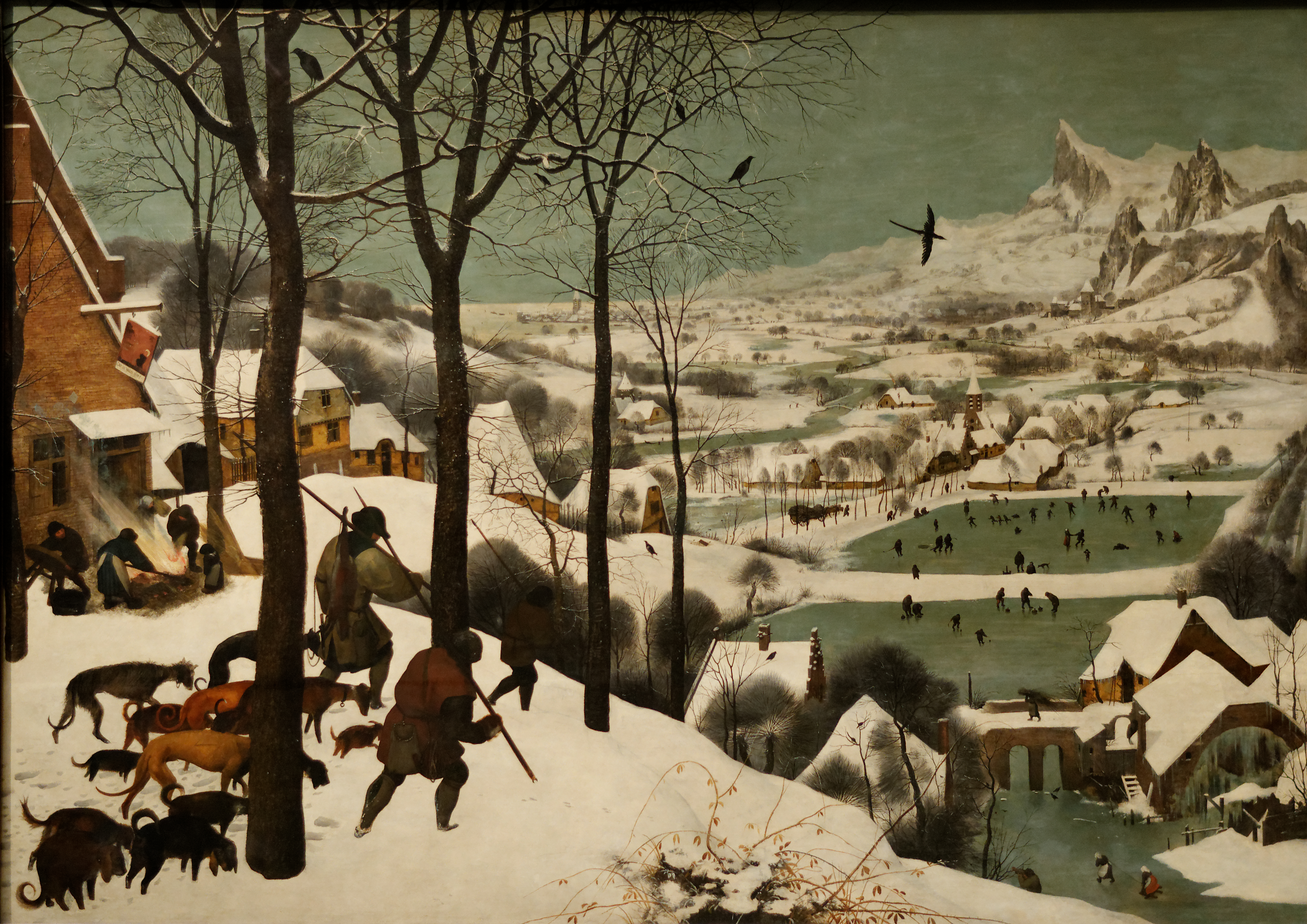
Chasseurs dans la neige (1565), de Pieter Brueghel l'Ancien.

Les décors de Solaris comprennent des toiles des Vieux Maîtres. Dans la bibliothèque de la station spatiale est accrochée une série de tableaux de Pieter Brueghel l'Ancien (Chasseurs dans la neige, La Journée sombre, La Fenaison, La Moisson et La Rentrée des troupeaux), et de détails de La Chute d'Icare et des Chasseurs dans la neige. Les plans sur les tableaux appartiennent aux ensembles « de plans-séquences savamment composés » (étang à côté de la maison, algues dans la rivière, atmosphère de la planète Solaris), « où le temps se fige dans un espace pétrifié d'où surgit un événement fulgurant qui “retourne” le sens de la scène, découvrant sa beauté “cachée” : celle d'une révélation ».
Dans la séquence finale, alors que la caméra recule depuis l’étang et la maison du père de Kris, elle finit par « inscrir[e] cet îlot au sein de la planète Solaris […] ; elle recule toujours et la planète se perd dans les nuages », ce qui « semble indiquer que la construction d’un avenir harmonieux ne peut se faire qu’en revivant le passé et en lui apportant ce que notre conscience présente lui doit d’expériences, de désirs et de sentiments ».
La scène où Kelvin s'agenouille devant son père et où celui-ci l'embrasse fait allusion au Le Retour du fils prodigue (1669) de Rembrandt. Les références et les allusions sont des efforts de Tarkovski pour donner à l'art jeune du cinéma une perspective historique, pour évoquer le sentiment du spectateur que le cinéma est un art mûr.
Il y a également une autoréférence à la filmographie de Tarkovski. Le film fait référence au film Andreï Roublev (1966) en plaçant une icône d'Andreï Roublev dans la chambre de Kelvin. C'est le deuxième d'une série de trois films faisant référence à Roublev, le dernier étant le film suivant de Tarkovski, Le Miroir, réalisé en 1975, qui fait référence à Andreï Roublev en montrant une affiche du film sur un mur.

### Attribution des rôles
Tarkovski a d'abord fait des essais avec Alla Demidova pour le rôle de Ariane (Khari en version originale), mais son interprétation est jugée trop agressive. Parmi les autres candidates, il y avait Anastasia Vertinskaïa, Margarita Terekhova, l'ex-femme de Tarkovski Irma Raouch et l'actrice suédoise Bibi Andersson,,.
En fin de compte, le rôle est attribué à Natalia Bondartchouk. Tarkovski l'avait rencontrée quand ils étaient étudiants à l’Institut national de la cinématographie à Moscou, et c'était même elle qui lui avait présenté le roman Solaris de Stanisław Lem. Tarkovski l'auditionne en 1970, mais jugée trop jeune elle n'est pas retenue. Tarkovski la recommande ensuite à la réalisatrice Larissa Chepitko, qui l'enrôle pour son film Toi et moi (1971). Ce n’est qu’après avoir vu ce film six mois plus tard, que Tarkovski décide d'attribuer le rôle d’Ariane à Bondartchouk.
Tarkovski a choisi l'acteur lituanien Donatas Banionis pour le rôle de Kelvin, l'acteur estonien Jüri Järvet pour celui de Snaut, l'acteur russe Anatoli Solonitsyne pour celui de Sartorius, l'acteur ukrainien Nikolaï Grinko pour celui du père de Kelvin et Olga Barnet pour celui de la mère de Kelvin. Le réalisateur avait déjà travaillé avec Solonitsyne, qui avait interprété le rôle-titre Andreï Roublev, et avec Grinko, qui était apparu dans Andreï Roublev et L'Enfance d'Ivan (1962). Tarkovski pensait que Solonitsyne et Grinko auraient besoin d'une assistance supplémentaire. Une fois le tournage presque terminé, Tarkovski a évalué les acteurs et les performances de la manière suivante : Bondartchouk, Järvet, Solonitsyne, Banionis, Dvorjetski et Grinko ; il écrit également dans son journal que « Natalia B. a éclipsé tout le monde. ».

### Tournage
Au cours de l'été 1970, le Goskino a autorisé la production du métrage Solaris, d'une longueur de 4 000 mètres, soit une durée de deux heures et vingt minutes. Les extérieurs ont été tournés au Japon, à Zvenigorod, près de Moscou, et les intérieurs dans les studios de Mosfilm. Le tournage commence en mars 1971 avec le chef opérateur Vadim Ioussov, qui a également photographié les précédents films de Tarkovski. Ils se sont tellement disputés sur ce film qu'ils n'ont plus jamais travaillé ensemble ensuite. La pellicule couleur Eastman Kodak a été utilisée pour les scènes en couleur. Peu disponible en Union soviétique, elle a dû être achetée spécialement pour la production. La première version de Solaris a été achevée en décembre 1971.

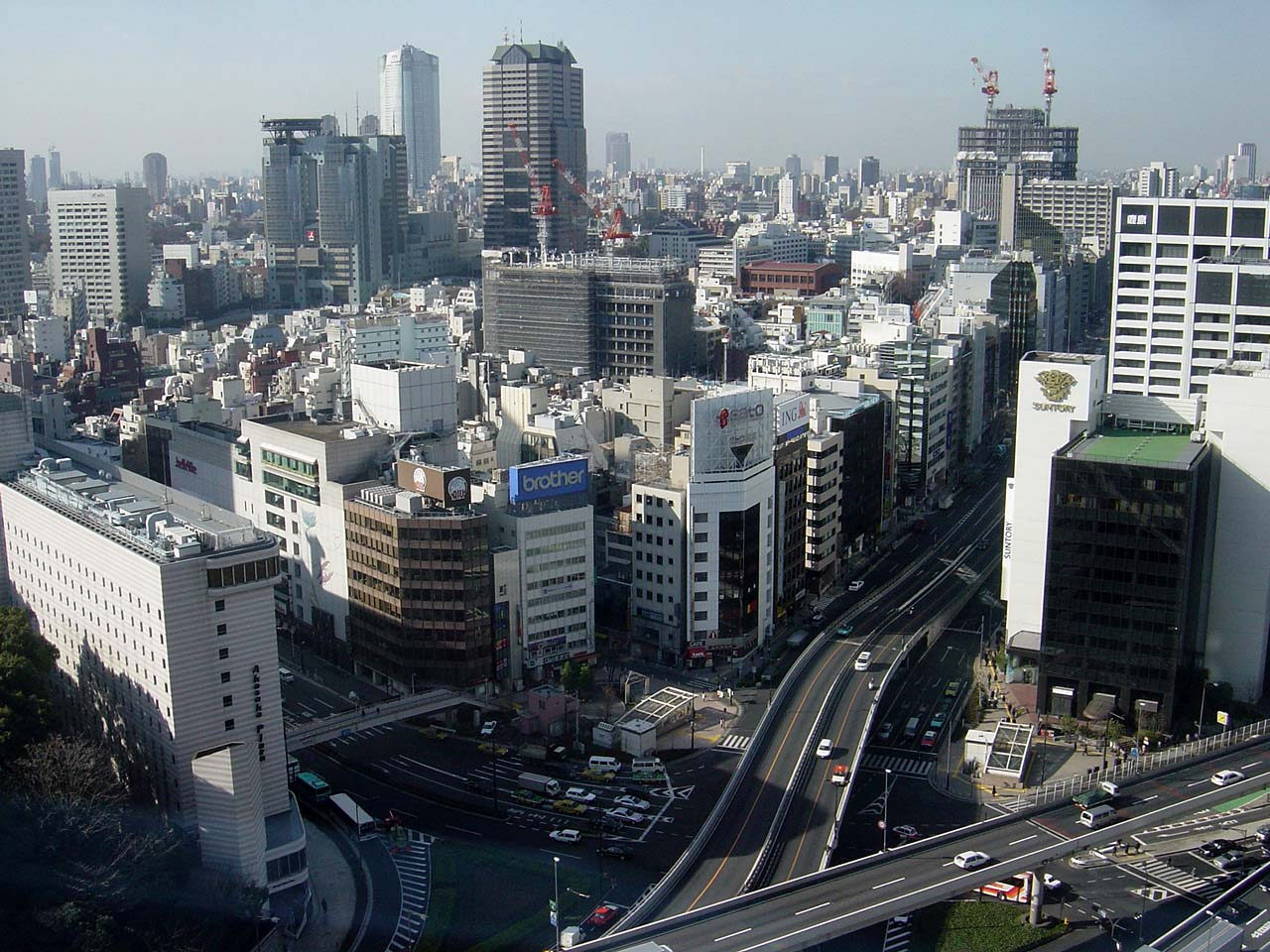
Akasaka, un quartier de Tokyo, sert de décor à la ville du futur.

L'épisode dans lequel Burton conduit une voiture dans les interminables tunnels, échangeurs et viaducs de la « ville du futur » a été filmé en septembre et octobre 1971 à Akasaka et Iikura, à Tokyo. Shuto, un réseau de routes express à péage dans le Grand Tokyo, a été construit pour les Jeux olympiques d'été de 1964 et, en raison de la densité du développement, une grande partie de ce réseau passait à la fois sous et au-dessus de la ville. Cela a attiré l'attention de Tarkovski, car les autoroutes à plusieurs niveaux étaient un détail traditionnel pour les artistes illustrant la littérature fantastique au XXe siècle. Il était prévu à l'origine de filmer les structures futuristes de l'Exposition universelle de 1970 à Osaka, mais le tournage a été retardé,.
Les scènes de la « maison près de l'étang », où vivait Kelvin, ont été tournées non loin du monastère Saint-Sabbas de Storoji à Zvenigorod. Ce lieu n'a pas été choisi par hasard : selon les contemporains du réalisateur, c'est à Zvenigorod que la mère de Tarkovski avait loué un chalet d'été pour ses enfants. Les décors du film ont été préparés pendant près d'un an, le plus mystérieux étant même le pont en tôle près de la maison du héros. L'équipe du film a vécu dans un monastère et le premier plan a été tourné dans un champ.
L'océan de Solaris a été créé avec de l'acétone, de la poudre d'aluminium et des colorants. Mikhaïl Romadine (ru) a conçu la station spatiale comme étant désordonnée, déglinguée et décrépie plutôt que brillante, soignée et futuriste comme c'est le cas dans 2001, l'Odyssée de l'espace. Le concepteur et le réalisateur ont consulté le scientifique et ingénieur aérospatial Lupitchev, qui leur a prêté un ordinateur central des années 1960 pour la décoration du décor. Pour certaines séquences, Romadine a conçu une salle des miroirs qui permettait à Ioussov de se cacher dans une sphère réfléchissante afin d'être invisible dans le film. Akira Kurosawa, qui visitait alors les studios de Mosfilm, a exprimé son admiration pour la conception de la station spatiale.
Le montage final n'inclut pas la scène de la chambre des miroirs, le réalisateur l'ayant retirée du film. Certains inconditionnels de Tarkovski attribuent cette décision mystérieuse aux intrigues de la censure. En réalité, les censeurs et les régulateurs ne se souciaient pas de cette scène, et les motivations du réalisateur étaient très probablement personnelles. On sait qu'il s'est opposé à plusieurs reprises à des éléments de films qui lui semblaient « trop esthétiques »,.
La scène en apesanteur a été filmée à l'aide de deux grues, dont l'une était munie d'un dispositif de tournage et l'autre sur laquelle les acteurs étaient positionnés. Les scènes de l'« océan pensant » ont été filmées selon la méthode FOCAGE (ФОКАЖ) mise au point par le chef opérateur Boris Travkine (ru).
Tarkovski parle de son film en ces termes :
« Главный смысл… фильма я вижу в его нравственной проблематике. Проникновение в сокровенные тайны природы должно находиться в неразрывной связи с прогрессом нравственным. Сделав шаг на новую ступень познания, необходимо другую ногу поставить на новую нравственную ступень. Я хотел доказать своей картиной, что проблема нравственной стойкости, нравственной чистоты пронизывает всё наше существование, проявляясь даже в таких областях, которые на первый взгляд не связаны с моралью, например, таких, как проникновение в космос, изучение объективного мира и так далее. »
— Andreï Tarkovski

« Je vois le sens principal du film dans ses questions morales. La conquête des secrets les plus intimes de la nature doit être inséparablement liée au progrès moral. Après avoir fait un pas vers une nouvelle étape de la connaissance, il est nécessaire de mettre l'autre pied sur une nouvelle étape morale. J'ai voulu prouver par mon film que le problème de la force morale, de la pureté morale imprègne toute notre existence, se manifestant même dans des domaines qui, à première vue, ne semblent pas liés à la morale, comme la conquête de l'espace, l'étude du monde objectif, etc. »
Le jour où le studio Mosfilm signe un contrat avec Stanislas Lem pour l'adaptation cinématographique du roman Solaris, le correspondant de la revue Sovietski ekran Miron Tchernenko (ru) réalise un entretien avec Lem. Dans cet entretien, publié en janvier 1966, Lem déclare que Tarkovski et lui-même sont des « adversaires convaincus de la couleur au cinéma », et que le film sera donc en noir et blanc. Se référant à d'autres réalisateurs, Lem déclare qu'il « n'a pas encore vu de film de science-fiction intéressant et intelligent ». Finalement, Lem formulera aussi des critiques sur le film de Tarkovski.
En janvier 1972, le Goskino a demandé des modifications à faire sur le film avant sa sortie. Les suggestions consistaient notamment à réaliser un film plus réaliste, avec une image plus positive de l'avenir, et à supprimer les allusions à Dieu et au christianisme. Tarkovski refuse catégoriquement ces changements et finit par obtenir gain de cause. Après quelques modifications mineures, la sortie de Solaris est approuvée en mars 1972.

### Musique
La musique du film a été composée par Edouard Artemiev, qui était déjà à l'époque un artiste reconnu de la musique électronique soviétique. Le film était conventionnellement divisé en deux parties : des bruits naturels spécifiques de la Terre et des sons plus synthétiques pour la partie cosmique. Le film comporte un arrangement du prélude choral en fa mineur de Jean-Sébastien Bach (Ich ruf zu dir, Herr Jesu Christ (BWV 639)), une œuvre connue sous le titre de Слушая Баха (Земля) (litt. « Écouter du Bach (Terre) »). Tarkovski n'avait pas l'intention d'inclure uniquement de la musique dans le film, il voulait que des sons ambiants fasse partie intégrante de l'atmosphère de la planète Solaris. Un synthétiseur optique photoélectronique ANS a été utilisé pour la composante sonore du film. Le personnage d'Ariane a son propre sous-thème musical, un cantus firmus adapté de la musique de Bach et complété par la musique d'Artemiev, que l'on entend à la mort d'Ariane et à la fin de l'histoire.

## Éléments d’analyse
Le parallèle entre les créatures éphémères de Solaris et les œuvres d'art humaines (qui dans le film sont représentées par les peintures de Brueghel, la copie de la Vénus de Milo, l'icône de la Trinité, la musique de Bach, les textes de Don Quichotte) fait émerger la question de la relation de l'homme avec ses créatures, en particulier avec le cinéma en tant qu'art de reproduire la réalité.
Dans leurs discussions philosophiques, les personnages de Tarkovski se réfèrent aux noms de Tolstoï, Dostoïevski, Martin Luther, au Faust de Goethe, au mythe de Sisyphe, et argumentent avec les idées de Friedrich Nietzsche sans le citer nommément (monologue de Chris « En faisant pitié, on se vide... »). Les réponses proposées par le réalisateur sont radicales. Contrairement à la plupart des films fantastiques, qui opposent l'humain et le mécanique comme des contraires manifestement irréconciliables, Tarkovski découvre une parenté secrète entre eux. Celle-ci est suggérée dès les premiers plans du film : les algues mystérieusement fluctuantes d'une étendue d'eau terrestre préfigurent le tourbillonnement éternel de l'océan de la planète Solaris. La synthèse du terrestre et de l'extraterrestre atteint son apothéose dans la dernière scène du film : dans l'océan illimité de Solaris flottent des îles tissées à partir des souvenirs de la Terre, et sur l'une d'elles, Chris embrasse son père en prenant la pose du Retour du fils prodigue de Rembrandt.
Une interprétation freudienne a été proposée par le philosophe slovène Slavoj Žižek dans le film documentaire Le Guide pervers du cinéma (2006) :
« Нашему либидо необходима иллюзия, чтобы себя поддерживать. Один из самых интересных мотивов в научной фантастике — это мотив машины бессознательного Оно — объекта, обладающего чудесной способностью напрямую материализовывать, воплощать прямо на наших глазах наши самые заветные желания и даже чувство вины. «Солярис» — фильм о машине бессознательного. Это история психолога, которого отправили на станцию, вращающуюся на орбите вновь открытой планеты Солярис. Эта планета обладает чудесной способностью напрямую воплощать мечты, страхи, самые глубокие травмы, желания, самое сокровенное в душевной жизни.

Герой фильма однажды утром обнаруживает свою жену, много лет назад покончившую жизнь самоубийством. Так что он реализует не столько своё желание, сколько чувство вины. Она не обладает полноценным бытием и страдает от провалов в памяти, потому что она знает только то, что он знает, что она знает. Она — это просто его воплощённая фантазия. И её подлинная любовь к нему выражается в отчаянных попытках уничтожить себя: отравиться и так далее, просто чтобы освободить пространство, потому что она догадывается, что этого хочет он. Но от призрачного, нереального присутствия избавиться гораздо труднее, чем от живого человека. Оно преследует тебя как собственная тень. »
— Slavoj Žižek

« Notre libido a besoin de l'illusion pour se maintenir. L'un des motifs les plus intéressants de la science-fiction est celui de la machine inconsciente Ono, un objet qui a la merveilleuse capacité de se matérialiser directement, de réaliser sous nos yeux nos désirs les plus chers et même notre culpabilité. Solaris est un film sur la machine inconsciente. Il raconte l'histoire d'un psychologue envoyé dans une station en orbite autour de la planète Solaris, récemment découverte. Cette planète a la merveilleuse capacité d'incarner directement les rêves, les peurs, les traumatismes les plus profonds, les désirs, le plus intime de l'âme.

Le héros du film découvre un matin que sa femme, il y a de nombreuses années, s'est suicidée. Il réalise alors non pas tant son désir que sa culpabilité. Elle n'est pas un être à part entière et souffre de trous de mémoire car elle ne sait que ce qu'il sait qu'elle sait. Elle n'est que son fantasme réalisé. Et son véritable amour pour lui s'exprime par des tentatives désespérées de se détruire, de s'empoisonner, etc. pour faire de la place, parce qu'elle devine que c'est ce qu'il veut. Mais il est beaucoup plus difficile de se débarrasser d'une présence fantomatique et irréelle que d'une personne vivante. Elle vous hante comme son ombre. »

## Exploitation
Solaris a été présenté pour la première fois au Festival de Cannes 1972, où il a remporté le Prix du jury et a été nommé pour la Palme d'Or. En URSS, le film est projeté pour la première fois au cinéma Mir (ru) de Moscou le 5 février 1973. Tarkovski ne considérait pourtant pas le cinéma Mir comme la meilleure salle de projection. Le film a vendu 10,5 millions d'entrées. Contrairement à la grande majorité des films d'auteur et commerciaux des années 1970, Solaris a été projeté en URSS en séances limitées pendant 15 ans.

### Accueil critique
Bien que l'auteur du roman originel Stanisław Lem ait travaillé avec Tarkovski et Friedrich Gorenstein à l'élaboration du scénario, il a maintenu qu'il n'avait « jamais vraiment aimé la version de Tarkovski » de son roman,. Tarkovski voulait un film adapté du roman mais artistiquement indépendant de celui-ci, tandis que Lem s'opposait à toute divergence du scénario par rapport au roman. Lem est allé jusqu'à dire que Tarkovski avait adapté Crime et Châtiment plutôt que Solaris, en omettant les aspects épistémologiques et cognitifs de son livre, mais Lem a également déclaré dans une interview qu'il n'avait vu le film complet que bien plus tard, après la mort de Tarkovski. Tarkovski a affirmé que Lem n'appréciait pas pleinement le cinéma et qu'il s'attendait à ce que le film se contente d'illustrer le roman sans créer une œuvre cinématographique originale. Le film de Tarkovski traite de la vie intérieure des scientifiques alors que le roman de Lem traite des conflits entre la condition de l'homme dans la nature et la nature de l'homme dans l'univers. Pour Tarkovski, l'exposition de ce conflit existentiel par Lem a été le point de départ de la représentation de la vie intérieure des personnages. Cependant, Stanisław Lem s'est montré beaucoup plus désobligeant à propos du remake hollywoodien de 2002, traitant son réalisateur Steven Soderbergh de « crétin » et déclarant dans une interview en 2004 : « ...puis je me suis rendu compte que Tarkovski avait fait un assez bon Solaris ».
Le critique Vladimir Gakov remarque également les divergences des positions idéologiques de Lem et Tarkovski :
« Тарковский — конечно, гений кино, великий художник-визионер, но научной фантастике, вообще интеллектуальной литературе был абсолютно чужд… Зачем вообще было глубоко верующему художнику, погружённому в земные, абсолютно реальные и осязаемые материи, браться за дерзкое «построение ума» неверующего, агностика, интеллектуала-иконоборца?.. [Это] не значит, что Тарковский в каком-либо смысле «не дорос» до Лема. Как, впрочем, не означает и какого-то морального превосходства воспарившего «в духе» художника над холодным, рациональным мыслителем. Просто оба, при всей своей равновеликости, оказались невероятно чужды друг другу — совсем как человечество и Океан. »
— Vladimir Gakov (ru)

« Tarkovski est, bien sûr, un génie du cinéma, un grand artiste visionnaire, mais il était absolument étranger à la science-fiction et à la littérature intellectuelle en général... Pourquoi un artiste profondément religieux, plongé dans des questions terrestres, absolument réelles et tangibles, se lancerait-il dans l'audacieuse « construction de l'esprit » d'un incroyant, d'un agnostique, d'un intellectuel iconoclaste... ? Cela ne signifie pas que Tarkovski n'est pas à la hauteur de Lem. Cela n'implique pas non plus une quelconque supériorité morale de l'artiste qui s'est élevé « dans l'esprit » par rapport au penseur froid et rationnel. C'est simplement que tous deux, malgré leur égalité, se sont révélés incroyablement étrangers l'un à l'autre ; tout comme l'humanité et l'océan. »
Dans son documentaire autobiographique Tempo di viaggio (1983), Tarkovski déclare qu'il considére Solaris comme un échec artistique parce qu'il ne transcendait pas le genre comme il pensait que son film Stalker (1979) l'a fait, en raison des dialogues technologiques et des effets spéciaux requis. Dans un exemple de vie imitant l'art, Natalia Bondartchouk a révélé lors d'une interview en 2010 qu'elle était tombée amoureuse de Tarkovski pendant le tournage de Solaris et qu'après la fin de leur relation, elle était devenue suicidaire. Elle a déclaré que cette affliction avait été en partie influencée par son rôle.
Pour Jean-Luc Lacuve du Ciné-club de Caen : « Réflexion sur la nature, l'art et la mystique, Solaris s'attaque aussi à la science. Tarkovski réfute une science qui ne serait qu'objective, débarrassée des sentiments humains avec un homme condamné à la connaissance "Le tout n'est pas de conquérir d'autres mondes dont nous ne savons que faire mais de chercher un miroir." ». Pour Virgile Dumez du site Cinedweller : « Film mystique qui cherche à placer l’Homme face à son Créateur, Solaris affirme également le primat de la croyance sur la science et livre donc une œuvre aux antipodes de ce que souhaitait alors le régime soviétique. Le cinéaste y clame la nécessité de privilégier l’amour dans les rapports humains, bien loin des normes très codifiées du régime en place. Le tout est suggéré avec beaucoup de sensibilité, des images bouleversantes de beauté poétique, faisant de Solaris l’une des œuvres majeures de Tarkovski et l’un des plus beaux films de science-fiction de tous les temps ». Pour Pierre Murat dans Télérama, « Film splendide où la lenteur, si on consent à s’y abandonner, crée une fascination permanente. Tarkovski l’a tourné comme une réponse au matérialisme de 2001 : l’odyssée de l’espace, de Kubrick. Le dernier plan semble unir la Terre, où le héros est revenu, à cet océan dont elle n’est, en fait, qu’une infime parcelle. Pour Tarkovski, il existe un lien indissoluble entre l’homme et l’immensité. Qu’importe s’il reste indéchiffrable ».
À l'inverse, Frank Suzanne du site DVDclassik émet quelques réserves : 

« Osera-t-on dire que Solaris n’est pas forcément le film le plus intéressant de l’œuvre d’Andreï Tarkovski ? Car en dépit de séquences magnifiques — les plus belles se situant sans doute dans la première partie —, il reste l’un des plus obtus, sans avoir la virtuosité et la complexité du Miroir, ni l’évidence formelle et la perfection d’Andreï Roublev ou Stalker. La faute en incombe-t-elle à un matériau d’origine qui n’est pas le sien et entrait en conflit avec ses propres préoccupations philosophiques et esthétiques ? Il sera donc à déconseiller éventuellement à ceux qui souhaitent découvrir l'œuvre du cinéaste, ce qui ne doit pas les empêcher de se pencher plus tard sur le cas Solaris. »

— Frank Suzanne
Le cinéaste japonais Akira Kurosawa a cité Solaris comme l'un de ses films préférés,. Pour le Lexikon des internationalen Films, « ce film traite avec brio de questions humaines fondamentales. Il remet en question la croyance au progrès sous la forme d'une utopie ». Marie Anderson écrit en outre sur Kino Zeit que le film s'oppose clairement au positivisme. Elle recommande de regarder les bonus philosophiques du DVD.
L'écrivain indo-britannique Salman Rushdie a qualifié Solaris de « chef-d'œuvre de la science-fiction », ajoutant : « Cette exploration du manque de fiabilité de la réalité et du pouvoir de l'inconscient humain, ce grand examen des limites du rationalisme et du pouvoir pervers de l'amour, même le plus malheureux, doit être vu le plus largement possible avant d'être transformé par Steven Soderbergh et James Cameron en ce qu'ils menacent ridiculement d'être un mélange de 2001 et du Dernier Tango à Paris. Quoi, du sexe dans l'espace avec du beurre flottant ? Tarkovski doit se retourner dans sa tombe ». Le remake américain Solaris, réalisé par Steven Soderbergh et produit par James Cameron, sort finalement en 2002.
Dans son article de 1997 intitulé Identifier les peurs, le critique soviétique M. Galina a qualifié Solaris de « l'un des plus grands événements du cinéma de science-fiction soviétique » et l'un des rares qui ne semblent pas anachroniques aujourd'hui. Le critique américain Roger Ebert a chroniqué la sortie du film en 1976 pour le Chicago Sun-Times, lui attribuant trois étoiles sur quatre et écrivant : « Solaris n'est pas un film d'action rapide ; c'est un film réfléchi, profond et sensible qui utilise la liberté de la science-fiction pour examiner la nature humaine ». Ebert a ajouté Solaris à sa liste des « Grands films » en 2003, expliquant qu'il avait d'abord « rechigné » devant sa longueur et son rythme, mais qu'il avait fini par admirer les objectifs de Tarkovski. « Aucun réalisateur n'exige autant de notre patience. Pourtant, ses admirateurs sont passionnés et leurs sentiments sont justifiés : Tarkovski a consciemment essayé de créer un art grand et profond. Il s'est attaché à une vision romantique de l'individu capable de transformer la réalité par sa propre force spirituelle et philosophique ».

### Distinctions
- Nomination au Saturn Award du meilleur film de science-fiction, par l'Academy of Science Fiction, Fantasy and Horror Films
- Grand prix du Festival de Cannes en 1972 malgré les 48 coupures proposées par la censure soviétique (Goskino (Госкино))
- Prix FIPRESCI du Festival de Cannes en 1972

## Autres adaptations du roman
- Solaris, téléfilm de Boris Nirenbourg et Lidia Ichimbaïeva (ru) réalisé pour la télévision soviétique en 1968
- Solaris, remake américain réalisé par Steven Soderbergh en 2002, avec George Clooney, Natascha McElhone et Jeremy Davies

## Éditions en vidéo
- 1981 : RCA Vidéo (BNF 38226911) 1 cassette VHS ; durée : 150 minutes.
- 2002 : The Criterion Collection 2 dvd ; durée : 169 minutes.
- 2009 : MK2 éd. (Paris), TF1 vidéo (Boulogne-Billancourt) Dans coffret Tarkovski (BNF 42036790) ; durée du film : 100 minutes.
- 2011 : Agnès B. DVD, Potemkine films, Paris (BNF 44298011) Durée du film : 106 minutes.
- 2017 : Agnès B. DVD, Potemkine films, Paris (BNF 45475883) Durée du film : 160 minutes.